# Szamentu-barlang
A Szamentu-barlang Magyarország fokozottan védett barlangjai közül az egyik. A Bükki Nemzeti Park területén található. A barlangban van a Bükk-vidék legnagyobb barlangterme. Ez, a Teenager-teremnek nevezett csarnok 30 m magas és 40–70 m széles. A hegység 11. leghosszabb, a Kis-fennsík leghosszabb barlangja. Varbó két fokozottan védett barlangja közül az egyik, a másik a Gyurkó-lápai-barlang.

## Leírás
A Kis-fennsíkon, az Örvény-kőtől keletre, a Barátság-kerti kulcsosháztól nem messze, egy 10–15 méter magas sziklafal alján, egy meredek oldalú patakmeder végén van a bejárata. A Barátságkerti-forrás vizét vezeti el időszakosan. A barlangba befolyó víz mennyisége évszakfüggő. Kárpát József 2003-ban megjelent leírása, valamint a Ferenczy Gergely és Gombkötő Péter által írt kezelési terv szerint nagy a vízgyűjtő-területe, a 2001-ben készült állapotfelvételi lapja alapján a vízgyűjtő-területe viszonylag kicsi, alig 2,1 négyzetkilométer. A barlang végpontján eltűnő víz valószínűleg a körülbelül 950 méterre található Harica-forrásokban, vagy a Három-kúti-forrásokban bukkan elő.
Középső triász, ladini mészkőben (Kárpát 2003), felső triász, karni mészkőben (Ferenczy, Gombkötő 2002), triász dachsteini mészkőben (Szabó 2001 és Nagy, Szabó, Szabó 2001), tektonikus repedések mentén jött létre a barlang. A befolyó víz üregalakító tevékenységét meggyorsította a víz által szállított, nem karsztos kőzetanyag. Tipikus víznyelőbarlang. Elágazó és emeletes barlang. Két határozottan elkülöníthető szintre osztható, egy hidrológiailag inaktív, felső szintre és egy hidrológiailag aktív, alsó szintre. A körülbelül hét méter mély, bejárati akna után egy vizes, kavicsos, 120 méter hosszú kúszójárat van. Az akna után található a vasrácsajtóval lezárt rész. A szűk kúszójáratban oldásformák és szinlők alakultak ki.
A Teenager-teremnek nevezett csarnok 30 méter magas és 40–70 méter széles, ezért a hegység legnagyobb barlangterme. A teremben sok cseppkő figyelhető meg, például három–öt méter magas és 50–80 centiméter átmérőjű állócseppkövek, cseppkőgyertyák, cseppkőoszlopok, cseppkőzászlók és tetaráták. A körülbelül 30 méter hosszú Szén-dioxidos-ágban gyakran 2–3% a szén-dioxid koncentrációja. Ebben az ágban tűnik el a barlangon átfolyó patak, a barlang legmélyebb pontján, a Szén-dioxidos-szifonban. Ez a rész a levegőhiány és a szűk járat miatt nehezen kutatható. Az Ajándék-ágnak a jellegzetes képződményei a cseppkőlefolyások, a függőcseppkövek és a heliktitek. A barlangrész a nevét Majoros Zsuzsanna és Szomorú Zsuzsa névnapja, valamint Szeremley Géza születésnapja miatt kapta. A Stan és Pan nevű állócseppkő-párnál található egy vízzel teli, 70 centiméter mély cseppkőmedence. Az állócseppkő-pár vékonyabb állócseppköve, a Hajóárboc hét méter magas és hófehér.
A Csont-ág a nevét a benne előforduló csontmaradványok miatt kapta. Előkerültek belőle barlangi medve csontmaradványok és egy barlangi hiéna combcsontdarab. Található benne gömbüst, mennyezeti csatorna, ujjbegykarr, cseppkőléc, szalmacseppkő, retekcseppkő, cseppkődob, barlangi gyöngy és apadási szinlő is. A képződményeket a mesterséges lezárás előtti időben, a természetes lezárásnak tekinthető, bejárat közeli, vizes kúszójárat óvta. A járataiban a denevérek csak kis egyedszámban figyelhetők meg. Nagy patkósdenevért és tavi denevért is észleltek a barlangban. A Teenager-teremben talált kisragadozó ürülék alapján feltételezhető, hogy a felszínnel ismeretlen járatok is összekötik. A barlang le van zárva és a Bükki Nemzeti Park Igazgatóság engedélyével lehet megtekinteni. Barlangjáró alapfelszereléssel járható. Árvízveszélyes.
Előfordul a barlang az irodalmában Barátságkert Cave (Kordos 1977), Barátságkerti-barlang (Lénárt 1977), Barátságkerti Szamentu víznyelőbarlang (Szabó 2001), Barátság-kerti-visszafolyó (Bertalan, Kordos, Országh 1976) – a visszafolyó a víznyelő egyik helyi neve Szeremley Szabolcs 1970-ben megjelent publikációja szerint –, Barátságkerti-visszafolyó (Lénárt 1977), Örvénykői-sziklaüreg (Szabó 2001), Örvénykői-visszafolyó (Kordos 1984), Örvény-kői-víznyelőbarlang (Hevesi 1977), Örvénykői-víznyelőbarlang (Lénárt 1979) és Szamentu Cave (Takácsné, Eszterhás, Juhász, Kraus 1989) neveken is.
1976-ban volt először Szamentu-barlangnak nevezve a barlang az irodalmában. A Szamentu nevet egy állítólagos egyiptomi isten nevéről kapta, aki az egyiptomi kincseskamrák és a hegyi üregek istene volt (Hevesi 1977). A 2002-ben készült kezelési tervében az olvasható, hogy Szeremley Szabolcs volt a névadó, aki a feltárása idején olvasott egy Szamentu nevű istenségről (Bolesław Prus: A fáraó). Szamentu egy ókori egyiptomi istenség volt, aki egy nagyméretű barlangcsarnokban hozott létre kultuszt és templomot.

## Kutatástörténet
1951-ben Balogh Tamás és Szabadkai Béla jártak benne. 1952-ben a Magyar Hidrológiai Társaság Miskolci Csoport Zsombolykutató Munkabizottságának barlangkutatói, akiket Borbély Sándor vezetett 50 méter hosszúságig tárták fel a víznyelő bejáratának járhatóvá tételével. A továbbjutást a végponton egy agyagdugó akadályozta meg. 1966-ban Szeremley Szabolcs és Csathó Pál újra járhatóvá tették a barlangot az agyagdugóig, amelynek bejárati kuszodája a feltárás óta eltömődött és új járatokat fedeztek fel az agyagdugó felett. 1967 szeptemberében Szeremley Szabolcsnak sikerült átjutni az agyagdugón. 1967. október 29-én, vagy 30-án a Liptai Edit vezette csapat (Szabó 2001) felfedezte a Teenager-termet és mellékjáratait. Kárpát József szerint Szeremley Szabolcs volt vezetőjük. 1967. november 5-én még egy új részt találtak a kutatók és részben felmérték a barlangot.
Az Élet és Tudomány 1970. évi évfolyamában, Szeremley Szabolcs publikációjában megjelent egy barlangtérképe. 1974 és 1976 között Szeremley Szabolcs a barlang újabb járatainak feltárására és térképezésére táborokat szervezett. A barlangi kutatásokat ezekben az években Kárpát József és Nagy Géza is vezette. Ekkor volt az egyik kutatási téma gyógyászati, idegenforgalmi kiépítése, egy mesterséges akna létrehozása a bejárati szűk rész kikerülése miatt. Ekkor fedezték fel az Ajándék-ágat és a Csont-ágat a Patakos-ággal összekötő járatot. 1976-ban vált országos jelentőségű barlanggá az 5300-as (Bükk) barlangkataszteri területen lévő, varbói Barátság-kerti-visszafolyó.
Az 1976-ban befejezett, Magyarország barlangleltára című kéziratban az olvasható, hogy a Bükk hegységben, Varbón elhelyezkedő Barátság-kerti-visszafolyó másik neve Szamentu-barlang. A Barátság-kerttől Ny-ra kb. 200 m-re, vízmosás végén van a bejárata, amely egy víznyelő hasadék. A barlang kb. 300 m hosszú. 120 m hosszú, szűk és vizes kúszójáratból és egy kb. 90 m magas, cseppköves teremből áll. Ez Magyarország 3. legnagyobb barlangi terme. Képződményei teljesen épek, turisztikailag kiépíthető. A kézirat barlangra vonatkozó része 1 publikáció alapján lett írva.
1977-ben elkészült a barlang alaprajz térképe és oldalnézet térképe, amelyek az NME, az EFE és a BME barlangkutatóinak 1967-től 1975-ig tartott felmérései alapján lettek szerkesztve. A térképek szerint a barlang 400 m hosszú és 41 m mély. Az 1976-ban összeállított, országos jelentőségű barlangok listájában lévő barlangnevek pontosítása után, 1977. május 30-án összeállított, országos jelentőségű barlangok listáján rajta van a Bükk hegységben, Varbón található barlang Szamentu-barlang néven. Az 1977. évi Karszt és Barlang angol nyelvű különszámában megjelent, The longest and deepest caves of Hungary (December 31, 1975) című közleményből megtudható, hogy a Bükk hegységben fekvő, 273 m hosszú Barátságkert Cave 1975. december 31-én Magyarország 39. leghosszabb barlangja. Az 1977. december 31-i állapot szerint (MKBT Meghívó 1978. május) a Bükk hegységben lévő és kb. 400 m hosszú Szamentu-barlang Magyarország 32. leghosszabb barlangja.
Az 1977. évi Karszt és Barlangban megjelent összeállítás alapján, 1977. december 31-én Magyarország 34. leghosszabb barlangja a Bükk hegységben elhelyezkedő, 1977. december 31-én kb. 400 m hosszú, 1976-ban 272,7 m hosszú, 1975-ben pedig 273 m hosszú Szamentu-barlang. A 30. leghosszabb barlang (Lengyel-barlang), a 31. leghosszabb barlang (Baradla Rövid-Alsó-barlang), a 32. leghosszabb barlang (Papp Ferenc-barlang) és a 33. leghosszabb barlang (Kecske-lyuk) szintén kb. 400 m hosszú. Ez az összeállítás naprakészebb az 1978. májusi MKBT Meghívóban publikált listánál. Az 1977. évről szóló MKBT Beszámolóban részletes leírás jelent meg a barlang kutatástörténetéről. Az ismertetésben szereplő adatok sokszor eltérnek a későbbi leírások adataitól. Az 1978. márciusi MKBT Meghívóban a Marcel Loubens Barlangkutató Szakcsoport közölte a tulajdonában lévő térkép alapján a barlang méretét. A közlemény szerint 1976-ban 400 m hosszú és 41 m mély volt.
Az 1979-ben megjelent, Barlangok a Bükkben című könyvben szó van arról, hogy a Barátság-kerti-visszafolyó barlangja a Szamentu-barlang. 6 m-es függőleges rész után 150 m hosszú, vízben, köveken történő laposkúszással járható szakasz következik. Ennek a résznek a végén van a kb. 70 m hosszú Teanager-terem. Örvénykői-víznyelőbarlangként is ismerik a barlang bejárati részét. Szamentu az ókori egyiptomiaknál az üregek istene volt. A könyvhöz mellékelt, a Bükk hegység barlangokban leggazdagabb területét bemutató térképen látható a 97-es számmal jelölt barlang földrajzi elhelyezkedése.
Az 1980. évi Karszt és Barlang 1. félévi számában publikálva lett, hogy a kiemelt jelentőségű Szamentu-barlang az 5300-as barlangkataszteri területen (Bükk hegység) helyezkedik el. A barlangnak 5362/1. a barlangkataszteri száma. Az MKBT Dokumentációs Bizottsága a helyszínen el fogja helyezni, a többi kiemelt jelentőségű barlanghoz hasonlóan, a barlang fémlapba ütött barlangkataszteri számát. A barlangkataszteri szám beütéséhez alapul szolgáló fémlap ugyanolyan lesz mint a többi kiemelt jelentőségű barlang fémlapja.
A barlang 1981-ben kitöltött barlangkataszteri törzslapja szerint a barlang hossza kb. 400 m, vízszintes kiterjedése 158 m és mélysége 39 m. 1982-ben a Marcel Loubens Barlangkutató Egyesületnek volt kutatási engedélye a barlang kutatásához. 1982. július 1-től az Országos Környezet- és Természetvédelmi Hivatal elnökének 1/1982. (III. 15.) OKTH számú rendelkezése (1. §. és 3. §., illetve 5. sz. melléklet) értelmében a Bükk hegységben lévő Szamentu-barlang fokozottan védett barlang. Fokozottan védett barlang főleg képződménygazdagsága miatt lett. Az 1982. szeptember–októberi MKBT Műsorfüzetben meg van említve, hogy a Bükk hegységben található Szamentu-barlang fokozottan védett barlang. A felsorolásban a barlangnevek az MKBT által jóváhagyott és használt helyesírás szerint, javított formában lettek közölve.
Az 1984-ben kiadott, Magyarország barlangjai című könyv szerint az 1960-as évek egyik jelentős hazai barlangfeltárása volt folytatásának felfedezése 1968-ban. A műben részletesen le van írva. A kiadvány országos barlanglistájában szerepel a Bükk hegységben lévő barlang Szamentu-barlang néven Barátság-kerti-visszafolyó és Örvénykői-visszafolyó névváltozatokkal. A listához kapcsolódóan látható az Aggteleki-karszt és a Bükk hegység barlangjainak földrajzi elhelyezkedését bemutató 1:500 000-es méretarányú térképen a barlang földrajzi elhelyezkedése. Az 1987. december 31-i állapot alapján Magyarország 46. leghosszabb barlangja az 5362/1 barlangkataszteri számú, 400 m hosszú Szamentu-barlang. Az összeállítás szerint az 1977. évi Karszt és Barlangban közölt hosszúsági listában a barlang kb. 400 m hosszú.
Az 1989. évi Karszt és Barlangban lévő, Magyarország barlangjai című összeállításban szó van arról, hogy a Garadna-völgy É-i oldalán emelkedő Kis-fennsík mészkövében lévő sok barlang közül egyik sem éri el az 1 km-es hosszúságot. Ezek közül a kis barlangok közül az egyik legismertebb az 1967-ben feltárt Szamentu-barlang, amely a Bükk hegység legnagyobb barlangtermét rejti. A publikációban lévő 3. ábrán (Bükk hegység térkép) be van mutatva a barlang földrajzi elhelyezkedése. A folyóirat 1989. évi különszámában napvilágot látott ennek az utóbbi tanulmánynak az angol nyelvű változata (The caves of Hungary). Ebben a tanulmányban Szamentu Cave a barlang neve. Az angol nyelvű tanulmányhoz mellékelve megjelent egy olyan lista, amelyben Magyarország leghosszabb barlangjai vannak felsorolva. A felsorolás szerint a Bükk hegységben fekvő, 400 m hosszú Szamentu-barlang (Szamentu Cave) 1988-ban Magyarország 47. leghosszabb barlangja. (1977-ben is 400 m hosszú volt a barlang.)
1990-ben a Marcel Loubens Barlangkutató Egyesületnek volt kutatási engedélye a barlang kutatásához. 1998-ban az Acheron Barlangkutató Szakosztály tagjai fedezték fel az Erzsébet-termet és a Mozgóköves-kürtőt, valamint ősszel, a Bükki Nemzeti Park Igazgatóság megbízásából a Marcel Loubens Barlangkutató Egyesület egy vasajtóval lezárta a barlangot. 1998. május 14-től a környezetvédelmi és területfejlesztési miniszter 13/1998. (V. 6.) KTM rendelete szerint a Bükki Nemzeti Park Igazgatóság illetékességi területén, a Bükk hegységben található Szamentu-barlang az igazgatóság engedélyével látogatható.
1999-ben tárták fel az Acheron Barlangkutató Szakosztály tagjai az Ötéves-termet. Ebben az évben az Acheron Barlangkutató Szakosztály az 1977-es alaprajzi barlangtérképet felhasználva egy új alaprajzi barlangtérképet készített, amelyen az új járatok is rajta vannak. 1998-tól 2000-ig a Pizolit Barlangkutató Sportegyesület felmérte járatait és a felmérés alapján Szabó Zoltán egy alaprajzi barlangtérképet és egy hosszmetszeti barlangtérképet keresztszelvényekkel rajzolt a barlangról 1999-től 2000-ig. Ekkor a barlang 944,71 méter hosszú, amelyhez még egy körülbelül 10 méter hosszúnak becsült járat tartozott, 41,98 méter függőleges kiterjedésű, 5,11 méter magas, 36,87 méter mély és 154 méter vízszintes kiterjedésű volt.
A barlang 2001-ben készült állapotfelvételi leírásának barlangleírás részében látható, hogy 1988 a fokozottan védetté nyilvánítás éve, Bükkszentléleken található, a barlangi patak vízhozama átlagosan 1 m³, maximális vízhozama pedig 25 m³. 2001. május 17-től a környezetvédelmi miniszter 13/2001. (V. 9.) KöM rendeletének értelmében a Bükk hegység területén lévő Szamentu-barlang fokozottan védett barlang. Egyidejűleg a fokozottan védett barlangok körének megállapításáról szóló 1/1982. (III. 15.) OKTH rendelkezés hatályát veszti.
A 2003-ban megjelent, Magyarország fokozottan védett barlangjai című könyvben található barlangismertetés szerint 640 m tengerszint feletti magasságban nyílik, 944 m hosszú, 42 m függőleges kiterjedésű és 154 m vízszintes kiterjedésű. A könyvben lévő, Egri Csaba és Nyerges Attila által készített hosszúsági lista szerint a Bükk hegységben lévő és 5361-43 barlangkataszteri számú Szamentu-barlang Magyarország 31. leghosszabb barlangja 2002-ben. A 2002-ben 945 m hosszú barlang 1977-ben és 1987-ben is 400 m hosszú volt. 2005. szeptember 1-től a környezetvédelmi és vízügyi miniszter 22/2005. (VIII. 31.) KvVM rendelete szerint a Bükki Nemzeti Park Igazgatóság működési területén, a Bükk hegységben található Szamentu-barlang a felügyelőség engedélyével látogatható. 2005. szeptember 1-től a környezetvédelmi és vízügyi miniszter 23/2005. (VIII. 31.) KvVM rendelete szerint a Bükk hegységben lévő Szamentu-barlang fokozottan védett barlang.
A 2005-ben napvilágot látott, Magyar hegyisport és turista enciklopédia című kiadványban önálló szócikke van a barlangnak. A szócikk szerint a Szamentu-barlang (Barátságkerti-visszafolyó-barlang) a Bükk hegységben található és fokozottan védett természeti érték. A Kis-fennsíkon, az Örvény-kőtől K-re, 640 m tengerszint feletti magasságban van a bejárata. 1967-ben tárták fel Szeremley Szabolcs által irányított, miskolci barlangkutatók. A 944 m hosszú és 42 m függőleges kiterjedésű barlang triász mészkőben keletkezett. A Barátság-kerti-forrás vizét vezeti le időszakosan. A 120 m hosszú, szűk, oldásformákkal és szinlőkkel tagolt, kavicsos, vizes kúszójárattal kezdődő üregrendszer több emeletre tagolható. A barlangban van a hegység legtágabb, 40–70 m széles és 30 m magas felszín alatti terme, a Teenager-terem, amit 3–5 m magas, 50–80 cm átmérőjű cseppkövek, cseppkőgyertyák, cseppkőzászlók, cseppkőoszlopok és tetaráták díszítenek. Engedéllyel és alapfelszereléssel járható a lezárt barlang. A Marcel Loubens Barlangkutató Egyesület egyik legjelentősebb feltárása a Szamentu-barlang (1957, 1967). A Sziklaorom Hegymászó és Barlangász Club néhány év alatt jelentős eredményeket ért el, elsősorban új barlangok felkutatásával. Ezek közül említésre méltó a Bükk hegységben lévő Szamentu-barlang.
2007. március 8-tól a környezetvédelmi és vízügyi miniszter 3/2007. (I. 22.) KvVM rendelete szerint a Bükki Nemzeti Park Igazgatóság működési területén lévő Bükk hegységben elhelyezkedő Szamentu-barlang az igazgatóság engedélyével tekinthető meg. 2013-ban ajtaját megjavították egy takaróvas felhegesztésével. 2013. július 19-től a vidékfejlesztési miniszter 58/2013. (VII. 11.) VM rendelete szerint a Szamentu-barlang (Bükk hegység, Bükki Nemzeti Park Igazgatóság működési területe) az igazgatóság hozzájárulásával látogatható. 2015. november 3-tól a földművelésügyi miniszter 66/2015. (X. 26.) FM rendelete szerint a Szamentu-barlang (Bükk hegység) fokozottan védett barlang. 2021. május 10-től az agrárminiszter 17/2021. (IV. 9.) AM rendelete szerint a Szamentu-barlang (Bükk hegység, Bükki Nemzeti Park Igazgatóság működési területe) az igazgatóság engedélyével látogatható. A 13/1998. (V. 6.) KTM rendelet egyidejűleg hatályát veszti.